# Govan Mbeki

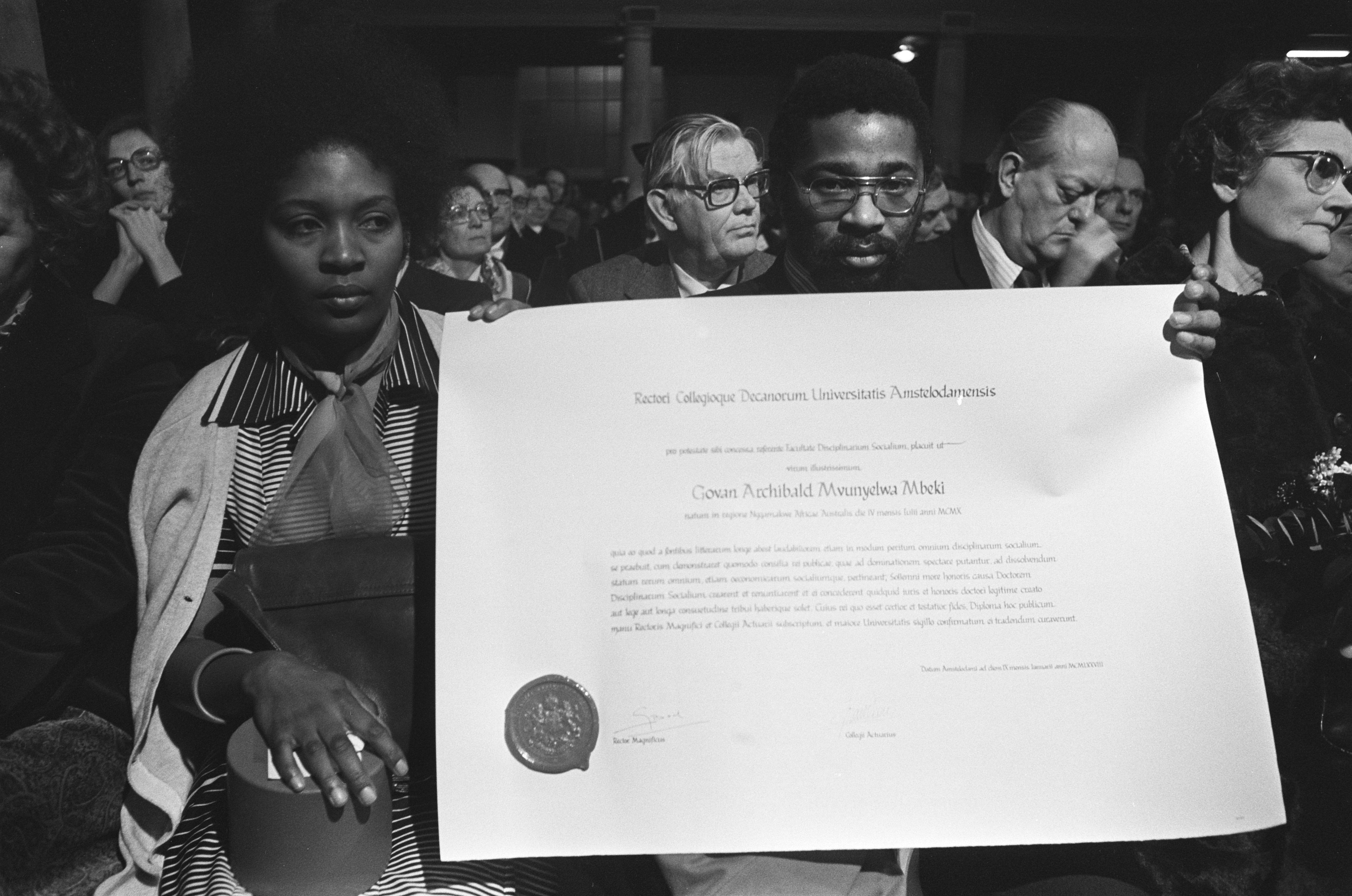
Moeletsi Mbeki, zoon van de gevangenzittende Govan Mbeki, neemt voor zijn vader het eredoctoraat in ontvangst. Amsterdam 1978

Govan Mbeki (9 juli 1910 - 30 augustus 2001) was een Zuid-Afrikaans anti-apartheidsstrijder. Hij was samen met Nelson Mandela de oprichter van de ANC-Jeugdliga (ANCYL), de jongerenorganisatie van het Afrikaans Nationaal Congres. Ook hij stond in 1963 terecht in het Rivoniaproces, waar een groep joodse, Indische en zwarte opposanten van de regering zich moest verantwoorden. Mbeki kreeg 25 jaar gevangenisstraf.
In 1978 kreeg Govan Mbeki een eredoctoraat van de Universiteit van Amsterdam. Omdat Mbeki zelf nog gevangenzat op Robbeneiland, nam zijn zoon Moeletsi Mbeki de onderscheiding in ontvangst in de Aula van de Uva.
In 1988 werd Mbeki vrijgelaten na 25 jaar gevangenschap. Zijn zoon Thabo Mbeki was de president van Zuid-Afrika tussen 1999 en 2008.